# Витинская волость
Витинская волость (латыш. Vītiņu pagasts) — одна из территориальных единиц Добельского края. Находится на Вадакстской равнине Среднелатвийской низменности и частично в районе Лиелауцских холмов Восточно-Курземской возвышенности.
Граничит с городом Ауце, Укрской, Бенской, Вецауцской и Лиелауцской волостями своего края, Вадакстской, Яунауцской и Звардской волостями Салдусского края, а также с Науйойи-Акмянским сельским староством Акмянского района Шяуляйского уезда Литвы.
Наиболее крупные населённые пункты Витиньской волости: Витини (волостной центр), Бунгас, Галати, Кокмуйжа, Кевеле, Путрас.
По территории волости протекают реки: Авикне, Лиготне, Мелнупите, Юглиня, Скуйайне.
Наивысшая точка: 150 м.
Национальный состав: 61,5 % — латыши, 18,4 % — литовцы, 9,9 % — русские, 5,3 % — белорусы, 1,8 % — цыгане, 1,6 % — украинцы.
Волость пересекает автомобильная дорога Пуре — Гривайши и железнодорожная линия Рига — Ренге (железнодорожная станция Авикне).

## История
В XII веке на этой территории, исторически связанной с землёй Добене, проживали земгалы. В XIII веке она была завоёвана Ливонским орденом. В XVI—XVIII веках входила в состав Курляндского герцогства. в конце XVIII века составила часть Курляндской губернии Российской империи.
В XIX веке здесь находились Дундурское, Галское, Карльское, Кевелское, Витиньское и Зушкинское поместья. Работали 2 мельницы и печь для обжига извести.
После Второй мировой войны были организованы 3 колхоза, в дальнейшем объединившееся в колхоз «Ритаусма» и совхоз «Ауце», ликвидированные в начале 1990-х годов.
В 1945 году в Вецауцской волости Елгавского уезда был образован Витиньский сельский совет. В 1949 году произошла отмена волостного деления и Витиньский сельсовет входил в состав Ауцского (1949—1959) и Добельского (после 1959) районов.
В 1958 году к Витиньскому сельсовету был присоединён колхоз «Ритаусма» Ауцской сельской территории. В 1961, 1965 и 1975 годах был проведён ряд обменов территориями с некоторыми из соседних сельсоветов.
В 1990 году Витиньский сельсовет был реорганизован в волость. В 2009 году, по окончании латвийской административно-территориальной реформы, Витинская волость вошла в состав Ауцского края.
В 2021 году в результате новой административно-территориальной реформы Ауцский край был упразднён, а Витинская волость была включена в Добельский край.
В 2007 году в волости находилось несколько экономически активных предприятий, детское образовательное учреждение «Капециши», Дом культуры, 2 библиотеки, почтовое отделение.